# Коли (Тревизо)
Коли (итал. Colli) је насеље у Италији у округу Тревизо, региону Венето.
Према процени из 2011. у насељу је живело 22 становника. Насеље се налази на надморској висини од 270 м.